# Roberta Invernizzi
Roberta Invernizzi (Milano, 16 novembre 1966) è un soprano italiano specializzata in musica di epoca barocca.

## Biografia
Considerata una delle maggiori interpreti di musica antica a livello internazionale, ha cominciato a studiare pianoforte e contrabbasso per poi dedicarsi al canto. Si è poi specializzata in musica barocca e in quella di periodo classico e rinascimentale.
Ha cantato in molte opere liriche in Italia, Europa e Stati Uniti ed ha partecipato a oltre sessanta produzioni discografiche. L'incisione delle Cantate per il Cardinal Pamphili di Haendel le ha fatto vincere il Premio Stanley Sadie del 2007.
Al Teatro alla Scala di Milano nel 1994 canta in concerto nell'ensemble Istitutioni Harmoniche con Sergio Vartolo.
Per il Teatro La Fenice debutta nel 1998 in concerto con terzetti e madrigali a più voci di Antonio Lotti nella Chiesa di San Samuele con Alan Curtis (musicista).
Nel gennaio 1999 è stata invitata da Gustav Leonhardt a cantare al concerto inaugurale del New York Collegium.
Nel 2003 canta nei Vespri solenni per la festa dell'Assunzione di Antonio Vivaldi diretta da Rinaldo Alessandrini con Gemma Bertagnolli e Sara Mingardo nella Chiesa della Santissima Annunziata (Siena).
Al Festival di Salisburgo debutta nel 2003 come Aci in Aci, Galatea e Polifemo con Il Giardino Armonico e Sonia Prina e nel 2004 è piacere ne Il trionfo del tempo e del disinganno.
Per la Scala nel 2005 è Armida in Rinaldo (opera) diretta da Ottavio Dantone con la Prina al Teatro degli Arcimboldi e nel 2009 La Musica/Euridice/Eco nella prima di L'Orfeo diretta da Alessandrini con la Mingardo di cui esiste un video trasmesso da Rai 5.
Per La Fenice nel 2006 è Argene ne L'Olimpiade di Baldassare Galuppi diretta da Andrea Marcon, nel 2007 Ippolita in Ercole sul Termodonte di Vivaldi diretta da Fabio Biondi e nel 2008 Cleria/Venere/Una maga in La virtù de' strali d'Amore di Francesco Cavalli con la Bertagnolli e l'Europa Galante al Teatro Malibran.
Ancora a Salisburgo canta in concerto nel 2007, nel 2011 la Messa in Do minore K 427, nel 2012 la Missa solemnis in do minore K 139 diretta da Claudio Abbado e nel 2013 Sara in Isacco figura del Redentore di Niccolò Jommelli con Carlo Lepore.
Per la Fondazione Arena di Verona debutta nel 2013 come Dido in Dido and Aeneas al Teatro Ristori di Verona.
Nel 2014 canta in Orlando furioso (Vivaldi) al Teatro Ponchielli di Cremona, Oriana in Amadigi di Gaula di George Frideric Handel alla Reggia di Versailles, Alcina (opera) a Brema ed il Messiah al Teatro Petruzzelli di Bari.
Nel 2015 è in cartellone il 25 gennaio come Emirena in Adriano in Siria di Francesco Maria Veracini con Vivica Genaux a Valencia.
Insegna canto barocco presso il Conservatorio "B. Maderna" di Cesena e al Centro di Musica Antica di Napoli.

## Repertorio
| Ruolo                                          | Titolo                      | Autore      |
| ---------------------------------------------- | --------------------------- | ----------- |
| Cleria Venere Una maga                         | La virtù de' strali d'Amore | Cavalli     |
| Statira                                        | Statira                     | Cavalli     |
| Dafne                                          | La Dafne                    | da Gagliano |
| Argene                                         | L'Olimpiade                 | Galuppi     |
| Evanco                                         | Rodrigo                     | Händel      |
| Nerone                                         | Agrippina                   | Händel      |
| Flavia                                         | Silla                       | Händel      |
| Armida                                         | Rinaldo                     | Händel      |
| Medea                                          | Teseo                       | Händel      |
| Oriana                                         | Amadigi di Gaula            | Händel      |
| Timante                                        | Floridante                  | Händel      |
| Cleopatra                                      | Giulio Cesare in Egitto     | Händel      |
| Arsenia                                        | Don Trastullo               | Jommelli    |
| Ipomene                                        | L'empio punito              | Melani      |
| Euridice Messaggera La Musica Ninfa Proserpina | L'Orfeo                     | Monteverdi  |
| Drusilla Ottavia                               | L'incoronazione di Poppea   | Monteverdi  |
| Dido                                           | Dido and Æneas              | Purcell     |
| Emirena                                        | Adriano in Siria            | Veracini    |
| Ciomma                                         | Li zite 'ngalera            | Vinci       |
| Tullia                                         | Ottone in villa             | Vivaldi     |
| Nerina Silvia Tirsi                            | La Silvia                   | Vivaldi     |
| Ippolita                                       | Ercole su'l Termodonte      | Vivaldi     |
| Teutile                                        | Motezuma                    | Vivaldi     |
| Megacle                                        | L'Olimpiade                 | Vivaldi     |

## Principali incisioni discografiche
- Handel: Le Cantate per il Cardinal Pamphili - Roberta Invernizzi, La Risonanza, Fabio Bonizzoni - Glossa Music 2006
- Handel: Apollo e Dafne - Roberta Invernizzi, Furio Zanasi, La Risonanza, Fabio Bonizzoni - Glossa Music 2010
- Handel: Rodrigo ovvero Vincer se stesso è la maggior vittoria - Gloria Banditelli, Sandrine Piau, Elena Cecchi Fedi, Rufus Müller, Roberta Invernizzi, Caterina Calvi; Complesso Barocco diretto da Alan Curtis - Virgin Records/Classics 7243 5 45897 2 0
- Handel: Floridante - Sharon Rostorf-Zamir (Rossane), Roberta Invernizzi (Timante), Joyce DiDonato (Elmira), Marijana Mijanovic (Floridante), Riccardo Novaro (Coralbo), Vito Priante (Oronte) - Complesso Barocco diretto da Alan Curtis. 2005 Archiv Produktion/Deutschegrammophon DG 00289 477 6566[5]
- Handel: Cor Fedele (Clori, Tirsi e Fileno) - Roberta Invernizzi/Fabio Bonizzoni/La Risonanza, 2008 Glossa
- Handel: Duetti da camera - Marina de Liso/Roberta Invernizzi/La Risonanza, 2014 Glossa
- Porpora: Dorindo, Dormi ancor? - Alessandro Stradella Consort/Estevan Velardi, 2013 Bongiovanni
- Vivaldi: Motezuma, RV 723 - Alan Curtis/Il Complesso Barocco/Maite Beaumont/Marijana Mijanovic/Roberta Invernizzi/Vito Priante, 2006 Deutsche Grammophon
- Vivaldi Galuppi, Dixit Dominus/Laetatus sum/Nisi Dominus/Lauda Jerusalem - Kopp/Invernizzi/Cirillo/Agnew, 2006 Archiv Produktion
- Amore e morte dell'amore - Roberta Invernizzi/Sonia Prina/Ensemble Claudiana/Luca Pianca, 2012 naïve
- Autori Vari: "I viaggi di Faustina" - Roberta Invernizzi, I Turchini di Antonio Florio - Glossa Music 2013
- La bella più bella: Songs from Early Baroque Italy - Roberta Invernizzi, 2014 Glossa
- 2007 – O Dolce Vita Mia – Music From The Italian Renaissance, CD, Stradivarius 0033396STR
- AA. VV., Arias for Anna Renzi - The first Opera Diva, Roberta Invernizzi, Ensemble Sezione Aurea, Brilliant Classics 2022.

## DVD & Blu-Ray
- Monteverdi: L'orfeo - Alessandrini/Nigl/Invernizzi/Mingardo/Donato/Milanesi, Robert Wilson (regista), 2009 Opus Arte
- Mozart: Missa solemnis in C Minor, "Waisenhausmesse" (Abbado) (Salzburg Festival, 2012), Accentus Music
- Cavalli: La Virtu De' Strali D'amore - Biondi/Nicotra/Bertagnolli/Sancho/Invernizzi, regia Davide Livermore, 2008 Naxos